# Абду Разак Траоре
Абду Разак Траоре (фр. Abdou Razack Traoré, нар. 28 грудня 1988, Абіджан) — буркінійський футболіст івуарійського походження, півзахисник клубу «Карабюкспор».

## Клубна кар'єра
У дорослому футболі дебютував 2006 року в Норвегії виступами за команду клубу «Русенборг», в якій провів чотири сезони, взявши участь у 54 матчах чемпіонату. За цей час виборов титул чемпіона Норвегії.
Згодом з 2010 по 2016 рік грав у складі команд клубів «Лехія» (Гданськ), «Газіантепспор», «Карабюкспор» та, на умовах оренди, за «Коньяспор».
До складу «Карабюкспора» повернувся 2016 року. Відтоді встиг відіграти за команду з Карабюка 13 матчів в національному чемпіонаті.

## Виступи за збірну
У 2011 році дебютував в офіційних матчах у складі національної збірної Буркіна-Фасо. Наразі провів у формі головної команди країни 30 матчів, забивши 3 голи.
У складі збірної був учасником Кубка африканських націй 2012 року в Габоні та Екваторіальній Гвінеї, Кубка африканських націй 2013 року в ПАР, Кубка африканських націй 2015 року в Екваторіальній Гвінеї, Кубка африканських націй 2017 року в Габоні.

## Титули і досягнення
- Чемпіон Норвегії (1):

«Русенборг»: 2009
- Володар Суперкубка Норвегії (1):

«Русенборг»: 2010
- Володар Суперкубка Туреччини (1):

«Коньяспор»: 2017
- Срібний призер Кубка африканських націй: 2013
- Бронзовий призер Кубка африканських націй: 2017